# الساندرو روتولی
الساندرو روتولی (انگلیسی: Alessandro Rottoli؛ زادهٔ ۲۷ فوریهٔ ۱۹۸۱) بازیکن فوتبال اهل ایتالیا است.
از باشگاه‌هایی که در آن بازی کرده‌است می‌توان به باشگاه فوتبال لوادیا تالین و باشگاه فوتبال اینتر میلان اشاره کرد.